# Marta Mazurek
Marta Mazurek (nacida el 26 de junio de 1990 en Poznan) es una actriz de cine polaca. Hizo su debut en 2012 en la obra de Gabriela Zapolska Ich czworo, dirigida para Radio Kraków por Jerzy Stuhr.

## Carrera
En 2013, siendo aún estudiante de actuación en la Escuela Nacional de Teatro de Cracovia, ganó el Gran Premio "a la personalidad destacada en el escenario" en el Festival de Escuelas de Teatro de Lodz por su papel en Mężczyzna, który pomylił swoją żonę z kapeluszem, dirigida por Krzysztof Globisz. Durante el mismo festival también recibió un premio de la Asociación de Artistas Polacos. Durante sus estudios actuó en el espectáculo musical Niech no tylko zakwitną jabłonie, basado en un guion de Agnieszka Osiecka. Se graduó de la escuela de teatro en 2014.
Apareció en series de televisión y películas, como Siła wyższa, Ranczo, Obywatel y Warsaw by night . En 2015 protagonizó la película Córki dancingu dirigida por Agnieszka Smoczyńska.

## Filmografía

### Televisión
- 2011: Ranczo como Julia Wargaczówna (dirigida por Wojciech Adamczyk)[1]
- 2011: Siła wyższa como Ala Malicka (dirigida por Wojciech Adamczyk)[5]
- 2014: Ojciec Mateusz como Ola (dirigida por Maciej Dejczer, Andrzej Kostenko, Maciej Dutkiewicz)
- 2014: Na krawędzi 2 como Krysia Murek (dirigida por Maciej Dutkiewicz)
- 2015: Prokurator como hija de Proch (dirigida por Jacek Filipiak y Maciej Pieprzyca)
- 2016: Já, Olga Hepnarová como Alena
- 2017: Wojenne dziewczyny como Irena Szczęsna

### Película
- 2014: Warsaw by Night como Renata (dirigida por Natalia Koryncka-Gruz)[1]
- 2014: Obywatel como Chica del Comité (dirigida por Jerzy Stuhr)
- 2014: Thumbs UP como Paula (dirigida por Stefan Łazarski)
- 2015: Circus Maximus como Marianna (dirigida por Bartosz Kulas, Marcin Starzecki)
- 2015: Córki dancingu como 'Srebrna' (dirigida por Agnieszka Smoczyńska)
- 2015: Ameryka como Anka (dirigida por Aleksandra Terpińska, Przemysław Krawczyk)
- 2015: Legendy Polskie como Marta (dirigida por Tomasz Bagiński)